# 日本海味噌醤油
日本海味噌醤油株式会社（にほんかいみそしょうゆ）は、富山県に本社を置く日本の味噌・醤油醸造メーカーである。

## 概要・略歴
1924年（大正13年）5月に創立。社名に「醤油」を冠しているが、現在は事実上、米麹を使用した味噌の製造と販売に特化している。
味噌用の米麹を日本国内で収穫された米（国産米）だけで作り上げていることや、本社が所在する富山県中新川郡上市町内の自社工場だけで味噌を製造していることや、「雪ちゃん」（藁頭巾に藁の長靴という出で立ちの少女）というイメージキャラクターを前面に打ち出していることが特徴。現に、一般向けの商品には「雪ちゃんの○○みそ」という名称を付けているほか、「雪ちゃん」のイラストがパッケージに描かれている。また、かつて放送されていたテレビCMでは、子役俳優が実写で「雪ちゃん」を演じていた。
主力商品は「雪ちゃんのこうじみそ」で、国産米、良質の白目大豆、立山連峰の伏流水を使用。同じ商品でも、富山県を含む北陸地方向けの「袋詰めタイプ」と、日本全国向けの「カップタイプ」で原料の配合比率などを変えているという。「雪ちゃん」シリーズ以外の商品では、白味噌や、富山県内のJAから「天恵米」に認定された特別栽培米（県内産のコシヒカリ）を主な原料に用いた米麹味噌などを製造している。

### CMソング
「日本海みそ」
作詞：石井学 / 作曲：キダ・タロー / 歌唱：野呂ひとみ
歌詞は冬→春→夏→秋の順に4番まで構成。本社のある富山県内の地名・山岳名（剱岳・立山・黒部峡谷など）や、ブランドキャラクターにちなんだ「雪ちゃん」「母さん」の名も織り込んでいる。
この曲が作られたのは1965年頃で、袋詰めの味噌を富山県外へ初めて出荷することに際して、関西地方の広告会社から兵庫県出身のキダを紹介されたことがきっかけになったという。そのような経緯から、本人が2024年5月14日に93歳で永眠した直後には、「長年親しまれる曲を作って下さって感謝しています。ご冥福をお祈り致します」とのコメントが当社から出された。
一般には「キダが手掛けたCMソングの代表作の1つ」とされていて、2010年12月1日にアップフロントワークスから発表された『浪花のモーツァルト キダ・タローの ほんまにすべて』（3枚組のベストアルバム）の1枚目のCD（DISC-1）には、野呂による歌唱音源が『日本海みそ「雪ちゃんの唄」』というタイトルで冬→春→夏→秋の順に収められている。

### CM
『おはようパーソナリティ』（朝日放送→朝日放送ラジオが平日の早朝に放送している近畿広域圏向けの生ワイド番組シリーズ）では、「日本海みそ」の歌唱音源だけを使用した20秒のラジオCMを、長年にわたって午前7時台の終盤に放送。実際には、放送の時期に応じた詞を野呂が歌った音源を、3ヶ月単位で流している。ちなみに、2023年の3月最終週以降は、毎週月曜日の『おはようパーソナリティ小縣裕介です』内と毎週金曜日の『おはようパーソナリティ古川昌希です』内で放送中。
テレビCMでは、昭和40年代の前半に制作した映像を、早くても2014年頃まで使用していた。その後は製品などの映像を差し替えているが、富山県内では夏季や年末年始を中心に放送されていて、県外でも東京（関東広域圏）などの民放テレビ局で随時流している。

## データ
- 名称：日本海味噌醤油株式会社[8]
- 本店：富山県中新川郡上市町西中町22
- 代表：荒木甚一郎
- 工場 
  - 本社工場：富山県中新川郡上市町西中町22
  - 若杉工場：富山県中新川郡上市町若杉37
- 支店
  - 関東・東海支店：東京都港区芝公園1丁目1番12号 芝公園電気ビルディング6階
  - 関西支店：兵庫県西宮市甲子園三保町5-15
  - 北陸支店：石川県金沢市西念四丁目7番1号 金沢市中央卸売市場内（関連事業者売場A棟2階）

## 関連事項
- ハナマルキ
- マルコメ
- 神州一味噌